# فرودگاه سن لویس (کلمبیا)
فرودگاه سن لویس (به انگلیسی: San Luis Airport (Colombia)) (به زبان بومی: Aeropuerto San Luis) یک فرودگاه همگانی با کد یاتا IPI است که یک باند فرود آسفالت دارد و طول باند آن ۱٫۷۶ متر است. این فرودگاه در شهر ایپیالس کشور کلمبیا قرار دارد و در ارتفاع ۲۹۷۶ متری از سطح دریا واقع شده است.